# Carme XLVI
Il Carme XLVI di Catullo, noto anche come Il ritorno della primavera, è il quarantaseiesimo carme del Liber catulliano e rappresenta un esempio di nuga, un componimento breve e disimpegnato.
Il carme è stato probabilmente composto nella primavera del 56 a.C. mentre il poeta era in procinto di lasciare la Bitinia. Il tema della poesia non è solamente la rinascita della natura e le emozioni ad essa legate, ma anche il senso di nostalgia e tristezza nei confronti del tempo che, passando, porta via con sé le stagioni e spesso i nostri affetti più cari.

## Testo
(Carme 46)

## Analisi
Il testo è scritto in endecasillabi faleci.
Il carme può essere diviso in tre parti distinte: la prima è quella dedicata alla descrizione dell’arrivo della primavera (vv. 1-3), la seconda consiste in un’esortazione rivolta a sé stesso (vv. 4-8), mentre nell’ultima il poeta si congeda dagli amici (vv. 9-11).

### L'arrivo della primavera
La stagione primaverile indica metaforicamente un nuovo inizio e ciò è sottolineato inoltre dal riferimento a Zefiro, vento che soffia in primavera.

### Esortazione
Ѐ giunto il momento per Catullo di lasciare la Bitinia e raggiungere l’Asia Minore, da cui poi tornerà in patria. Il desiderio di partire del poeta viene ribadito dall’anafora di iam (vv. 7-8) e dal prefisso prae in praetrepidans (v. 7) che rafforza il significato dell’aggettivo.

### Congedo
Mentre le prime due parti del carme presentano una connotazione positiva, la terza invece presenta dei toni malinconici, tratto tipico dello stile catulliano. Infatti, la separazione dal comitus, la coorte degli amici di Memmio, provoca il rimpianto da parte del poeta per i lieti momenti trascorsi insieme, sentimento descritto efficacemente dall’anafora di “iam” e la personificazione di “mens” e “pedes”. Catullo, inoltre, si serve dell’allitterazione della “v” (v. 11) in “diversae varie viae” per sottolineare l’inevitabilità della dispersione del gruppo.

### Lingua e stile
La descrizione della primavera è ripresa dal proemio del De Rerum Natura di Lucrezio, in particolare nel riferimento al vento primaverile, lo Zefiro, che compare in Lucrezio come “aura favoni” (v.11), contrapposto al catulliano iucundis Zephyri aureis (v. 3). Allo stesso modo, del vento viene evidenziata la forza e l’impetuosità in Catullo con il termine furor, mentre in Lucrezio viene usato il verbo viget, ripreso anche nel carme catulliano ma riferito al desiderio di partire.
A differenza di Lucrezio però, Catullo è più puntuale nella descrizione geografica, segno dell’erudizione del poeta, che cita i campi Frigi (Phrygii campi), la città di Nicea (Niceae aestuosae) e le città dell’Asia Minore (claras Asiae urbes).
Il linguaggio è ricercato, come si può notare dal termine egelidos e dall’espressione caeli furor aequinoctialis, di uso raro e quasi esclusivamente poetico. Questo tratto contrasta con il genere letterario della composizione che, essendo una nuga, dovrebbe invece avere uno stile più leggero e disimpegnato.
Inoltre, per descrivere il desiderio di partire, Catullo si serve della lingua neoterica, o lingua degli affetti, in cui rientrano l’aggettivo dulces e l’interiezione O, di uso poco frequente, che aumenta il pathos del carme e gli conferisce un tono enfatico e solenne.